# Анна (имя)
А́нна (от ивр. חַנָּה‎ [χaˈna] — «благая, благосклонная», от חַנּוּן‎; тж. греч. Ἄννα) — женское русское личное имя семитского происхождения.
Анна — библейское имя; встречается 13 раз в первой Книге Самуила. Библейский мужской вариант имени — Ханан, также ханаанские варианты: Эльханан, Хананбал, Ганнибал.
Классический словарь библейского древнееврейского языка под редакцией Брауна, Драйвера и Бригса переводит корень "חן" имени Анна как favour, grace («благосклонность, благоволение»); при этом эта благосклонность может означать как благосклонность со стороны Бога, так и благосклонность со стороны людей.
Словарь русских имён Н. А. Петровского (2000) неверно интерпретирует имя Анна как означающее «грация, миловидность».
Имя Анна никак не связано с шумерским богом Ану, и пришло в европейские языки через Септуагинту и Вульгату.
Производные уменьшит.-ласкат.: Аня (Ана), Анька, Анечка, Анночка (Аннечка), Аннушка, Аннуша, Аннуся (Аннюся), Ануся (Анюся), Нуся (Нюса), Анетта, Аннюня, Нюня, Анюра, Нюра, Нюрася, Нюраха, Нюраша, Анюша (Ануша), Нюша, Анюта, Нюта, Аннета, Нета, Ася.
В том же случае, если это имя переносится из английского языка, где оно также фигурирует как А(n)na(h), его принято писать и произносить по-русски как Анна; более обычная английская форма этого имени — англ. Ann(e) (Энн). Такие же колебания представлены в немецком нем. Anna (Анна), нем. Anne (Анне). В романских языках: фр. Anne (Анн), исп. Ana (Ана), итал. Anna (Анна). В грузинском — груз. ანა (Ана).
Также существует индийское мужское имя Анна (см. Хазаре, Анна).

## Известные носители

### Библейские персонажи и христианские святые
- Анна Пророчица (Ветхий Завет) — мать пророка Самуила.
- Анна Пророчица (Новый Завет) — благочестивая вдова из Иерусалима, присутствовавшая при Сретении Господнем.
- Святая Анна — мать Девы Марии.
- Анна — отроковица, жившая в Риме.
- Святая мученица Анна — Анна Персидская (Селевкийская)
- Анна Всеволодовна (Янка) — преподобная, киевская княжна, сестра князя Владимира Мономаха.
- Святая Анна Новгородская — святая благоверная княгиня.
- Анна Кашинская — тверская княгиня[5].
- Анна Готфская
- Анна Лайн — святая Римско-Католической Церкви, мученица, пострадавшая во время английской Реформации.
- Ким Чан Гум Анна и Пак Ан Ги Анна — святые Римско-Католической Церкви, мученицы из 103-х корейских мучеников.
- Анна Святого Варфоломея — блаженная, монахиня Ордена Босых Кармелиток.

### Библейские персонажи (мужское имя)
- Анна — иудейский первосвященник, персонаж Нового Завета.

### Правители
- Анна Византийская (963—1011/1012) — княгиня, жена киевского князя Владимира Крестителя, родная сестра византийского императора Василия II.
- Анна Иоанновна (1693—1740) — российская императрица.
- Анна (жена Витовта) (лит. Ona; ум. 31 июля 1418, Троки) — великая княгиня литовская с 1392 года.

Королевы Анны: см. Королева Анна

## Имя Анна в искусстве
- В литературе:
  - «Анна Каренина» — роман Льва Толстого (1873—1877 годы).
  - Анна на шее (рассказ) — рассказ А. П. Чехова.
  - Анна Снегина (поэма) — поэма С. А. Есенина.
  - Анна (Ася, сестра Гагина) — из повести И. С. Тургенева «Ася».
- В кино:
  - «Анна Каренина» — многочисленные экранизации романа Толстого.
  - «Анна и король» (англ. Anna and the King) — фильм 1999 года, частично основанный на книге Маргарет Лэндон «Анна и король Сиама».
  - «Беспокойная Анна» — фильм 2007 года испанского режиссёра Хулио Медема.
  - Анка-пулемётчица — персонаж фильма «Чапаев» 1934 года братьев Васильевых, а также многочисленных анекдотов «о Чапае».
  - Анна — главный персонаж анимационного фильма студии Walt Disney Company «Холодное сердце».